# Crow-Elkhart

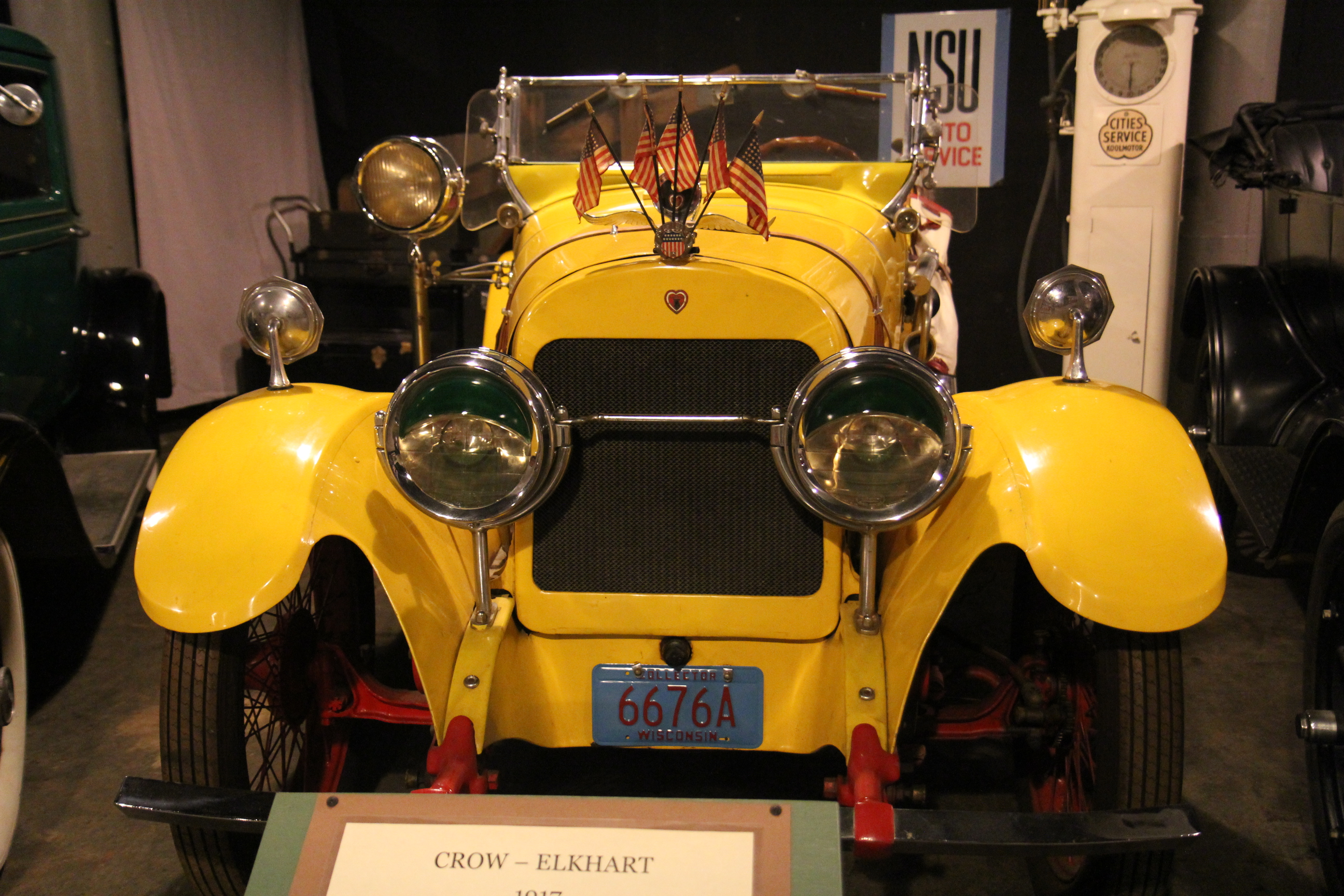
Crow-Elkhart von 1917

Crow-Elkhart war eine US-amerikanische Automarke. Hersteller waren nacheinander die Crow Motor Car Company, die Crow-Elkhart Motor Car Company und die Century Motor Company aus Elkhart in Indiana. Der Markenname wurde von 1912 bis 1925 benutzt. Im Angebot standen sowohl Vier- als auch Sechszylindermodelle.

## Geschichte

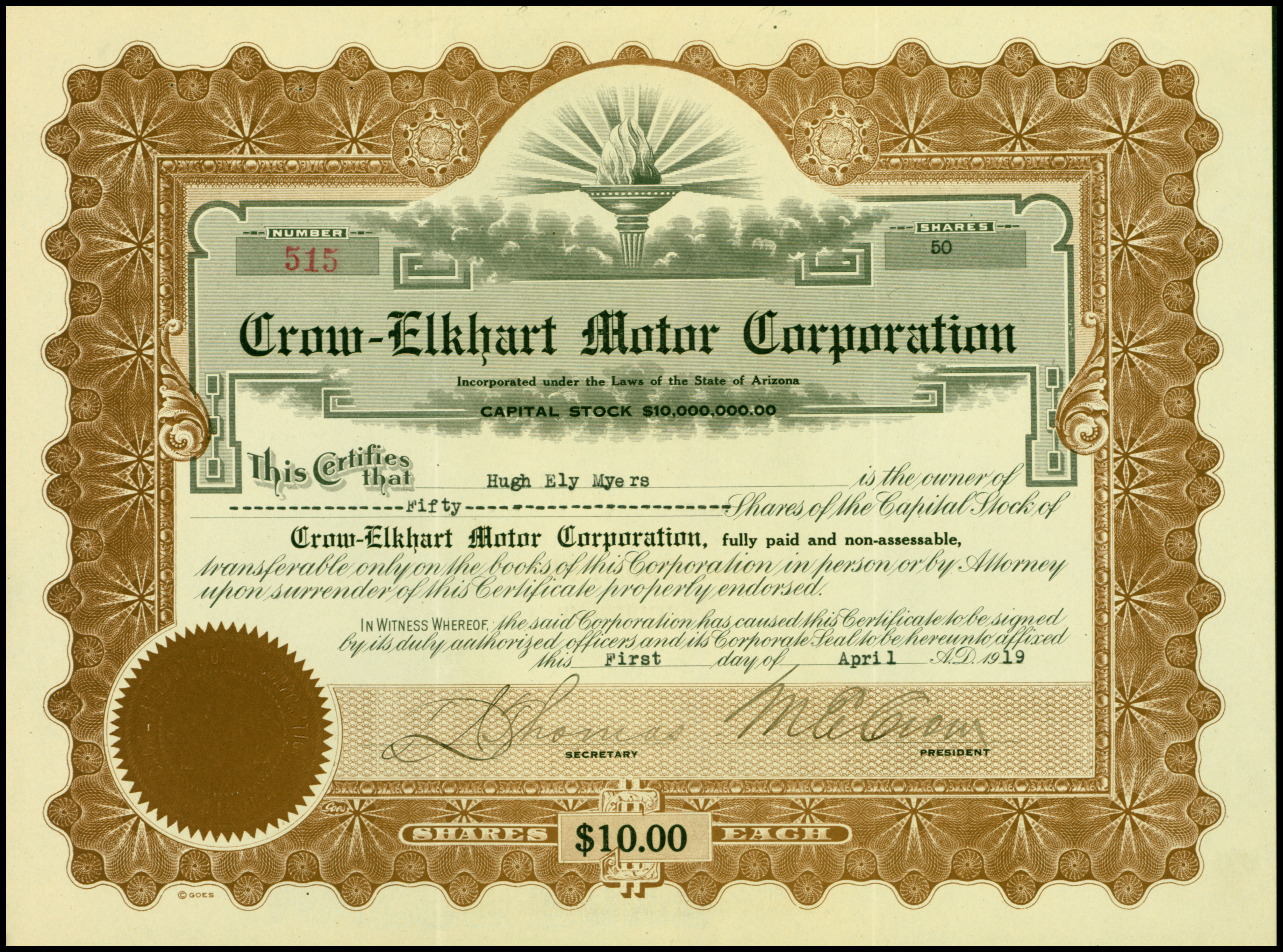
Aktie der Crow-Elkhart Motor Corporation vom 1. April 1919

1909 begann die von E. C. Crow und seinem Sohn Martin E. Crow gegründete Crow Motor Car Company mit der Produktion von Automobilen, zunächst aber nur für Vertriebsfirmen, die die Wagen dann unter eigenem Namen verkauften, wie zum Beispiel Black oder später auch Bush. Für erstere entstand 1909/1910 der Black Crow, ein Roadster mit Vierzylinder-Reihenmotor und 25–40 bhp (18,4–29 kW).
1911 begann die Fertigung eigener Fahrzeuge zunächst unter dem Namen Crow, ab 1912 unter Crow-Elkhart. Dies waren Vierzylindermodelle mit verschiedensten Aufbauten. Die Motoren kamen von Rutenber, Lycoming, Herschell-Spillman und anderen. Ab 1913 wurden auch Sechszylindermodelle angeboten.
1916 erfolgte die Umbenennung der Firma in Crow-Elkhart Motor Company. 30 Automobile konnten pro Tag gefertigt werden, 1917 war das beste Jahr der Firma mit 3.800 gebauten Fahrzeugen. 1918 wurde zum ersten Mal ein Konkursantrag gestellt, da die Firma in wirtschaftliche Schwierigkeiten gekommen war. Die Crows verließen die Gesellschaft und J. A. Harps übernahm die Leitung des Unternehmens. 1921 betrug der Ausstoß nur noch 600 Fahrzeuge. Anfang 1922 musste erneut Konkurs angemeldet werden und im Juni 1923 wurde die Firma endgültig liquidiert. Aus Restteilen wurden in der Folge noch einzelne Crow-Elkhart-Automobile zusammengebaut; die letzten verließen die Fertigung erst 1925.

## Modelle
| Modell   | Bauzeitraum | Zylinder | Leistung           | Radstand |
| -------- | ----------- | -------- | ------------------ | -------- |
| 25/29 hp | 1911        | 4 Reihe  | 29 bhp (21 kW)     | 2769 mm  |
| 32 hp    | 1911        | 4 Reihe  | 32 bhp (23,5 kW)   | 2794 mm  |
| 35/38 hp | 1911        | 4 Reihe  | 38 bhp (28 kW)     | 2845 mm  |
| 40 hp    | 1911        | 4 Reihe  | 40 bhp (29 kW)     | 3048 mm  |
| 20 hp    | 1912        | 4 Reihe  | 20 bhp (14,7 kW)   | 2794 mm  |
| 26 hp    | 1912        | 4 Reihe  | 26 bhp (19 kW)     | 2896 mm  |
| 27 hp    | 1912        | 4 Reihe  | 27 bhp (20 kW)     | 2946 mm  |
| 29 hp    | 1912        | 4 Reihe  | 29 bhp (21 kW)     | 2997 mm  |
| 32 hp    | 1912        | 4 Reihe  | 32 bhp (23,5 kW)   | 3099 mm  |
| C        | 1913        | 4 Reihe  | 33 bhp (24 kW)     | 2896 mm  |
| C-5      | 1913        | 4 Reihe  | 38 bhp (28 kW)     | 2946 mm  |
| C-6-A    | 1913        | 6 Reihe  | 50 bhp (37 kW)     | 3099 mm  |
| C-6-B    | 1913        | 6 Reihe  | 60 bhp (44 kW)     | 3480 mm  |
| 26 hp    | 1914–1915   | 4 Reihe  | 26 bhp (19 kW)     | 2896 mm  |
| 29 hp    | 1914–1915   | 4 Reihe  | 29 bhp (21 kW)     | 3048 mm  |
| 34 hp    | 1914–1915   | 6 Reihe  | 34 bhp (25 kW)     | 3302 mm  |
| 16 hp    | 1915        | 4 Reihe  | 16 bhp (11,8 kW)   | 2642 mm  |
| 30       | 1916        | 4 Reihe  | 20 bhp (14,7 kW)   | 2845 mm  |
| 20 hp    | 1917–1918   | 4 Reihe  | 20 bhp (14,7 kW)   | 2896 mm  |
| C-E-36   | 1919        | 4 Reihe  | 20 bhp (14,7 kW)   | 2921 mm  |
| L        | 1920–1923   | 4 Reihe  | 34,9 bhp (25,7 kW) | 2972 mm  |
| H        | 1920        | 6 Reihe  | 57 bhp (42 kW)     | 2972 mm  |
| S        | 1921–1923   | 6 Reihe  | 57 bhp (42 kW)     | 2972 mm  |